# 岐阜県の観光地

白川郷

岐阜県の観光地（ぎふけんのかんこうち）は、岐阜県内の主要な観光地等に関する項目である。

## 対象別

### 文化財等

#### 世界遺産
- 白川郷・五箇山の合掌造り集落（白川村）
  - 荻町集落（和田家住宅など）

- 和田家住宅

#### 国宝建築
- 安国寺 – 経蔵
- 永保寺 - 観音堂、開山堂

- 安国寺 経蔵
- 永保寺 開山堂
- 永保寺 観音堂

#### 国の名勝
- 東氏館跡庭園（郡上市） - 古今伝授の里フィールドミュージアム
- 永保寺庭園（多治見市）
- 鬼岩公園（御嵩町・瑞浪市)
- 霞間ヶ渓（池田町）

- 永保寺庭園
- 霞間ヶ渓
- 鬼岩公園蓮華岩

#### 特別天然記念物
- ライチョウが岐阜県内に生息している。
- カモシカが岐阜県内に生息している。
- オオサンショウウオが岐阜県内に生息している。
- 根尾谷断層〔本巣市〕
- 根尾谷の菊花石〔本巣市〕
- 石徹白のスギ〔郡上市〕

- 根尾谷断層
- 石徹白のスギ

#### 重要伝統的建造物群保存地区
- 三町（高山市）
- 下二之町大新町（高山市）
- 美濃町（美濃市）
- 岩村町本通り（恵那市）
- 荻町（白川村）
- 郡上八幡北町（郡上市）

- 三町
- 美濃町
- 岩村町本通り
- 郡上八幡北町

#### 重要文化的景観
- 長良川中流域における岐阜の文化的景観

- 岐阜の文化的景観(鵜飼屋地区)

#### 登録記念物
- 曽根氏庭園（磁叟庵庭園）

#### 重要文化財・史跡等
- 南宮大社（重要文化財）
- 美濃国分寺（国の史跡）
- 岐阜城（国の史跡）
- 手力の火祭（岐阜県指定無形民俗文化財）

#### 文化施設
博物館・美術館
水族館
- アクア・トトぎふ

- 岐阜県刃物会館
- 岐阜県陶磁資料館
- 日本最古の石博物館
- 岐阜県美術館

#### その他
- 清流長良川の鮎～里川における人と鮎のつながり（世界農業遺産）

### 公園等

#### 国立・国定公園・国営公園
- 国立公園
  - 中部山岳国立公園
  - 白山国立公園
- 国定公園
  - 飛騨木曽川国定公園
  - 揖斐関ヶ原養老国定公園
- 国営公園
  - 国営木曽三川公園

- 中部山岳国立公園(穂高岳)
- 白山国立公園(白山)
- 飛騨木曽川国定公園(飛水峡)
- 揖斐関ヶ原養老国定公園(養老の滝)

#### 県立自然公園
- 千本松原県立自然公園
- 揖斐県立自然公園
- 奥飛騨数河流葉県立自然公園
- 宇津江四十八滝県立自然公園
- 恵那峡県立自然公園
- 胞山県立自然公園（恵那山周辺）
- 裏木曽県立自然公園
- 伊吹県立自然公園
- 土岐三国山県立自然公園
- 位山舟山県立自然公園
- 奥長良川県立自然公園
- 野麦県立自然公園
- せせらぎ渓谷県立自然公園
- 天生県立自然公園
- 御嶽山県立自然公園

- 宇津江四十八滝県立自然公園(宇津江四十八滝)
- 千本松原県立自然公園(千本松原)
- 伊吹県立自然公園(伊吹山)
- 御嶽山県立自然公園(御嶽山と舟山)

#### 県立都市公園
- 養老公園
- 岐阜県百年公園
- ぎふワールド・ローズガーデン
- 岐阜メモリアルセンター
- 各務原公園
- オアシスパーク
- ぎふ清流里山公園

- 養老公園
- ぎふ清流里山公園
- 岐阜県百年公園
- 岐阜メモリアルセンター

#### 大型公園・動物園・植物園・遊園地
大型公園
動物園・植物園・遊園地
- 奥飛騨クマ牧場
- ぎふワールド・ローズガーデン
- 内藤記念くすり博物館
- 恵那峡ワンダーランド

- 岐阜ファミリーパーク
- 大垣公園
- ぎふワールド・ローズガーデン
- 恵那峡ワンダーランド

#### 恋人の聖地
- 伊自良湖
- 伊吹山ドライブウェイ

- 伊自良湖
- 伊吹山ドライブウェイ

### 祭事・行事
山・鉾・屋台行事
- 高山祭（高山市）、古川祭（飛騨市）、大垣祭（大垣市）

その他主要祭事・行事
- 道三まつり
- 手力の火祭
- ぎふ信長まつり
- 郡上おどり

- 手力の火祭
- 高山祭
- 郡上おどり
- 道三まつり

## 地域別

### 美濃地域

#### 岐阜圏
- 岐阜市 - 岐阜城、金華山（金華山ロープウェー、金華山リス村、岐阜護國神社など）、カラフルタウン岐阜、伊奈波神社、岐阜公園、岐阜シティ・タワー43、長良川、板垣退助像、岐阜メモリアルセンター、みんなの森 ぎふメディアコスモス、柳ヶ瀬、岐阜市畜産センター公園、金神社、長良川国際会議場、名和昆虫博物館、長良川温泉、岐阜市歴史博物館、黄金の信長像、正法寺、長良川鵜飼、岐阜市科学館、崇福寺、梅林公園、長良川うかいミュージアム、道の駅柳津、岐阜まつり、道三まつり、手力の火祭、ぎふ長良川花火大会、ぎふ信長まつり、池ノ上みそぎ祭、こよみのよぶね、濃姫まつり、長良川おんぱく
- 羽島市 - 真福寺、羽島市文化センター、濃尾大花火、竹鼻祭り
- 各務原市 - アクア・トトぎふ、河川環境楽園、川島パーキングエリア・オアシスパーク、各務原市民公園、かかみがはら航空宇宙科学博物館、内藤記念くすり博物館、各務原市民プール、苧ヶ瀬池、新境川の桜、桜まつり20万人の広場、木曽川うかい、かわしま燦々夏祭り
- 山県市 - 深瀬白山神社、伊自良湖
- 瑞穂市 - サボテン村、汽車まつり
- 本巣市 - 能郷白山神社、樽見鉄道、淡墨桜、うすずみ温泉、根尾谷断層、道の駅富有柿の里いとぬき、道の駅織部の里もとす、真桑人形浄瑠璃、能郷の能・狂言
- 岐南町 - 岐南町歴史民俗資料館、伏屋の獅子芝居
- 笠松町 - 笠松競馬場、木曽川、笠松春まつり、笠松川まつり、リバーサイドカーニバル、笠松の奴行列、芭蕉踊
- 北方町 - 円鏡寺

- 長良川と金華山
- 長良川鵜飼
- 淡墨桜
- かかみがはら航空宇宙科学博物館

#### 西濃圏
- 大垣市 - 大垣城、中山道、墨俣城、大垣市郷土館、大垣公園、ソフトピアジャパン、住吉灯台・奥の細道むすびの地記念館、大手いこ井の泉、お茶屋屋敷、節分会はだか祭り、大垣祭、岐阜新聞大垣花火大会、水都まつり、大垣十万石まつり
- 海津市 - 千代保稲荷神社、国営木曽三川公園、南濃温泉、海津温泉、羽根谷だんだん公園、アクアワールド水郷パークセンター、道の駅月見の里 南濃、道の駅クレール平田
- 養老町 - 養老公園（養老の滝、養老天命反転地など）、養老温泉、養老ランド
- 垂井町 - 南宮大社、真禅院、竹中氏陣屋、垂井曳山祭り
- 関ケ原町 - 関ヶ原の合戦跡地、伊吹山、笹尾山、胡麻の郷、関ケ原町歴史民俗学習館、不破関資料館、伊吹山ドライブウェイ、エコミュージアム関ケ原、関ヶ原ウォーランド、関ヶ原鍾乳洞、丸山、岐阜関ケ原古戦場記念館
- 神戸町 - 日吉神社
- 輪之内町 -
- 安八町 - 安八百梅園、結神社
- 揖斐川町 - 華厳寺、徳山ダム、横蔵寺、揖斐峡、三輪神社、藤橋城、道の駅星のふる里ふじはし、谷汲踊り、揖斐川歴史民俗資料館、春日森の文化博物館、藤橋歴史民俗資料館、坂内民俗資料館、谷汲昆虫館、谷汲踊り
- 大野町 - 大野町バラ公園、揖斐二度桜
- 池田町 - 池田山、池田温泉、霞間ヶ渓、道の駅池田温泉、東川ほたる祭り

- 大垣城
- 養老天命反転地
- 南宮大社
- 華厳寺

#### 中濃圏
- 関市 - モネの池、板取川、川浦渓谷、岐阜県百年公園、春日神社、フェザーミュージアム、関鍛冶伝承館、長良川鉄道、宗休寺、貴船神社、寺尾ヶ原千本桜公園、板取川温泉、岐阜県刃物会館、関市円空館、道の駅ラステンほらど、道の駅平成、刃物まつり、関まつり
- 美濃市 - うだつの上がる町並み、大矢田神社、小倉公園、美濃和紙の里会館、道の駅美濃にわか茶屋、美濃まつり、美濃和紙あかりアート展
- 美濃加茂市 - ぎふ清流里山公園、日本ライン、太田宿、道の駅みのかも
- 可児市 - ぎふワールド・ローズガーデン、日本ライン花木センター、道の駅可児ッテ
- 郡上市 - 郡上八幡城、飛騨せせらぎ街道、ひるがの高原、さんぷる工房、天竜峡、宗祇水、美人の湯しろとり、いがわこみち・やなか水のこみち、山内一豊と千代の像、吉田川・新橋、明宝温泉、めいほうスキー場、ダイナランド、大滝鍾乳洞、ひるがの高原スキー場、慈恩寺、ひるがのピクニックガーデン、ウイングヒルズ白鳥リゾート、八幡神社、スノーウェーブパーク白鳥高原、鷲ヶ岳、高鷲スノーパーク、ホワイトピアたかす、湯の平温泉、郡上八幡旧庁舎記念館、日本まん真ん中温泉 子宝の湯、美山鍾乳洞、阿弥陀ケ滝、大日ヶ岳、牧歌の里、郡上八幡博覧館、しらおスキー場、ひるがの高原キャンプ場、国田家の芝桜、鷲ヶ岳スキー場、古今伝授の里フィールドミュージアム、道の駅明宝、道の駅美並、道の駅古今伝授の里やまと、道の駅白山文化の里長滝、郡上おどり、白鳥おどり、白鳥春まつり、寒水の掛踊、長滝の延年
- 坂祝町 - 日本ライン
- 富加町 -
- 川辺町 - 岐阜県川辺漕艇場
- 八百津町 - 人道の丘公園
- 七宗町 - 飛水峡、日本最古の石博物館、道の駅ロック・ガーデンひちそう
- 白川町 - 道の駅美濃白川
- 東白川村 -
- 御嵩町 - 鬼岩公園、鬼岩温泉

- 日本昭和村
- 関市円空館
- 郡上八幡城
- 日本ライン

#### 東濃圏
- 多治見市 - 永保寺、本町オリベストリート、セラミックパークMINO（岐阜県現代陶芸美術館など）、多治見市モザイクタイルミュージアム、天光の湯、虎渓公園、多治見陶器祭り、多治見まつり
- 中津川市 - 馬籠宿、恵那峡、白山神社 (中津川市川上)、苗木城址、富士見台高原、和田川の甌穴、付知峡、恵那峡ワンダーランド、クアリゾート湯舟沢、中津川市ふれあい牧場、不動滝、博石館、恵那山、道の駅賤母、道の駅加子母、道の駅花街道付知、おいでん祭、杵振り踊り
- 瑞浪市 - 中山道、岐阜県先端科学技術体験センター、小里川ダム、瑞浪市化石博物館
- 恵那市 - 中山道、恵那峡、岩村城、岩村町本通り、明知鉄道、中山道広重美術館、日本一の木製水車、木村邸、くしはら温泉ささゆりの湯、日本大正村、阿木川ダム、道の駅そばの郷らっせぃみさと、道の駅上矢作ラ・フォーレ福寿の里
- 土岐市 - 土岐プレミアム・アウトレット、道の駅土岐美濃焼街道、道の駅志野・織部

- 恵那峡
- 岩村城
- 虎渓公園
- 馬籠宿

### 飛騨地域
- 高山市 - 高山三町（古い町並み）、新穂高ロープウェイ、高山陣屋、宮川朝市、奥飛騨クマ牧場、吉島家住宅、中橋、飛騨高山まちの博物館、奥飛騨温泉郷、平湯大滝、日枝神社、飛騨高山温泉、高山昭和館、飛騨せせらぎ街道、高山市政記念館、飛騨高山テディベアエコビレッジ、原田酒造場、飛騨大鍾乳洞・大橋コレクション館、飛騨高山レトロミュージアム、リスの森・飛騨山野草自然庭園、平田記念館、北アルプス大橋、飛騨民族考古館、乗鞍岳、平湯民俗館、飛騨一宮水無神社、桜山八幡宮、飛騨国分寺、宇津江四十八滝、飛騨高山美術館、平湯温泉スキー場、光ミュージアム、穂高連峰、城山公園、チャオ御岳スノーリゾート、飛騨の里、乗鞍スカイライン、飛騨高山獅子会館からくりミュージアム、匠の館森の水族館、飛騨ほおのき平スキー場、夢工房飛騨、高山祭屋台会館、畳平、鍋平高原、北山公園、野麦峠、臥龍桜、荘川桜、道の駅ななもり清見、道の駅飛騨街道なぎさ、道の駅ひだ朝日村、高山祭、飛騨高山文化芸術祭
- 飛騨市 - 白壁土蔵街（瀬戸川用水など）、山之村牧場、レールマウンテンバイク Gattan Go!!、宮川、飛騨古川まつり会館、池ヶ原湿原、スーパーカミオカンデ、本光寺、道の駅宙ドーム・神岡、古川祭
- 下呂市 - 下呂温泉、下呂温泉合掌村、萩原諏訪城、温泉寺、巌立峡、噴泉池、地蔵寺、下呂温泉神社、下呂発 温泉博物館、中山七里、濁河温泉、湯のまち雨情公園、三ツ滝、御嶽山、岩屋岩蔭遺跡、禅昌寺、白糸の滝、四美のしだれ桜、乗政大滝、道の駅飛騨金山ぬく森の里温泉、道の駅南飛騨小坂、飛騨金山花火大会、下呂の田の神祭
- 白川村 - 白川郷（和田家住宅、明善寺、合掌造り民家園など）、荻町城址、白山白川郷ホワイトロード、御母衣ダム、平瀬温泉、道の駅白川郷